# Mongoliska alfabetet
Den här artikeln handlar om den mongoliska varianten av det kyrilliska alfabetet. För det äldre mongoliska skriftsystemet, se mongolisk skrift
Mongoliska alfabetet kallas det alfabet baserat på det kyrilliska alfabetet som används för att skriva mongoliska i Mongoliet. Det mongoliska kyrilliska alfabetet har ersatt mongolisk skrift i Mongoliet. I Kina används dock fortfarande den äldre mongoliska skriften.
Alfabetet är anpassat till språkets ljud genom tilläggen av två tecken; Өө (translitterat med det latinska alfabetet som ö) och Үү (ü).
Det modifierade kyrilliska alfabetet som används för mongoliska ser ut så här:
| Kyrilliskt | IPA    |  | Kyrilliskt | IPA          |  | Kyrilliskt | IPA           |  | Kyrilliskt | IPA   |
| ---------- | ------ |  | ---------- | ------------ |  | ---------- | ------------- |  | ---------- | ----- |
| Аа         | a      |  | Ии         | i            |  | Пп         | (pʰ ), (pʰʲ ) |  | Чч         | ʧʰ    |
| Бб         | p,pʲ   |  | Йй         | j            |  | Рр         | r,rʲ          |  | Шш         | ʃ     |
| Вв         | w,wʲ   |  | Кк         | ( k ), (kʲ ) |  | Сс         | s             |  | Щщ         | (sʧ ) |
| Гг         | ɡ,ɡʲ,ɢ |  | Лл         | ɮ,ɮʲ         |  | Тт         | tʰ,tʰʲ        |  | Ыы         | i     |
| Дд         | t,tʲ   |  | Мм         | m,mʲ         |  | Уу         | ʊ             |  | Ьь         | ʲ     |
| Ее         | je     |  | Нн         | n,nʲ         |  | Үү         | u             |  | Ээ         | e     |
| Ёё         | jɔ     |  | Оо         | ɔ            |  | Фф         | ( f )         |  | Юю         | jʊ    |
| Жж         | ʧ      |  | Өө         | o            |  | Хх         | x,xʲ          |  | Яя         | ja    |
| Зз         | ʦ      |  |            |              |  | Цц         | ʦʰ            |  |            |       |

Үү och Өө skrivs ibland med tecknen (grafemen) Vv och Єє, främst vid användning av rysk mjukvara, som saknar de två extra mongoliska tecknen, eller på tangentbord som inte stöder dessa tecken.